# 영국의 등록문화재

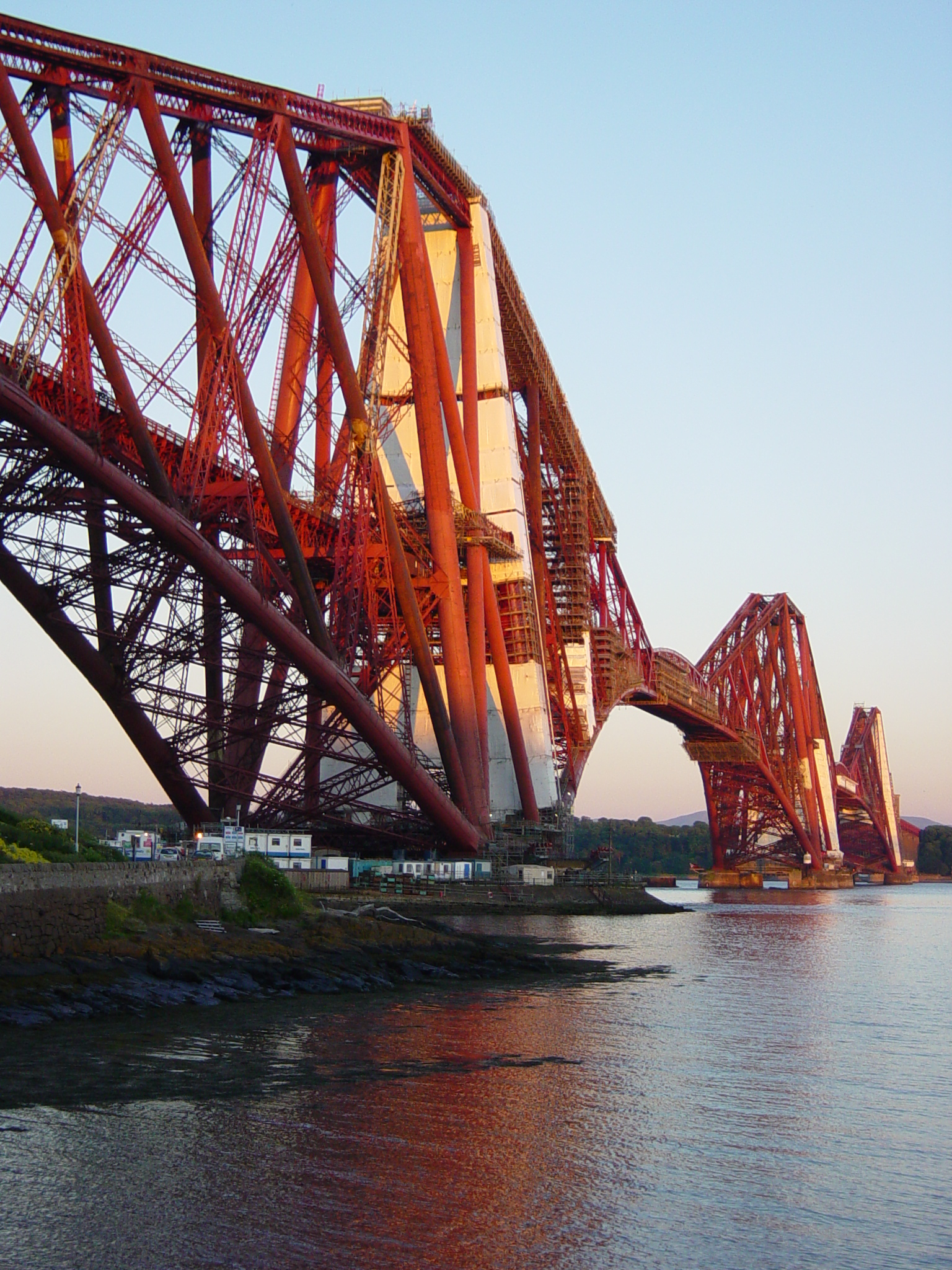
1890년에 건설된 포스 교. 스코틀랜드 문화재청에 의해 등록문화재 A급으로 지정됐다.

등록문화재 (listed building), 또는 등록구조물 (listed structure)은 영국의 문화재 등재 체계이다. 영국의 네 지방별로 관할기관이 달라, 잉글랜드에서는 히스토릭 잉글랜드가, 스코틀랜드에서는 히스토릭 인바이러먼트 스코틀랜드가, 웨일스에서는 카두가, 북아일랜드에서는 북아일랜드 환경국이 맡고 있다.
등록문화재라는 말은 아일랜드에서도 사용되며, 그라나다 협의회 (Granada Convention)에 의거한 국가 제정수칙과 더불어 국립 건축유산 연구소에서 감독하고 있다. 허나 이쪽에서는 '보호건축물' (protected structure)이란 말을 더 널리 쓰는 편이다.
등록문화재는 한번 지정되면 함부로 철거되거나 확장공사, 구조변경을 할 수 없으며 지역개발 당국의 특별허가가 있어야 가능하다. 이 지역개발 당국은 구조변경하는 대상이 특히나 중요한 등록문화재일수록 관련 중앙정부 기관과 심의하는 역할을 맡는다. 잉글랜드와 웨일스에서는 등록문화재를 공사할 때 철거 작업이 조금이라도 들어간다면 반드시 사회편의시설 당국에서 이를 통지해야 한다는 수칙이 있다.
다만 등록문화재 대상 중에서 지금도 예배 장소로 쓰이고 있는 종교시설의 경우에는 지정면제를 할 수 있으나, 적절한 종교단체에서 일반 문화재와 똑같은 인정절차를 진행해야 한다는 조건이 붙는다. 유사시 등록문화재 소유주에게는 건물의 유지보수를 강제할 수 있으며, 조치를 거부하거나 사전승인되지 않은 구조변경을 강행할 경우 형사상의 처벌을 받을 수 있다. 또 구조변경이 승인나거나 유지보수를 진행할 때에도 소유주는 특정 자재와 공법으로 진행해야 하는 경우가 많다.
'Listed Building'이란 말은 해석하자면 '등록건물'에 가깝지만, 일반적인 건물 외에도 다리, 기념물, 조각상, 추모비, 이정표에 심지어는 비틀즈가 지나간 곳으로 유명한 애비 로드 횡단보도에 이르기까지 아주 다양한 형태의 구조물이 등재 범주에 들어간다. 이 중에서 오래된 고적, 군시설, 무주지 등의 유형에 해당되는 것, 예컨대 스톤헨지 같은 경우에는 지정문화재 (Scheduled monuments)로 다시 지정하여 그보다 오래된 법으로 보호받으며, 공원이나 정원 같은 풍경 문화재는 따로 법적 근거를 마련하지는 않은 채 '등록'하고 있다.

## 같이 보기
- 영국의 문화
- 문화재 등재 체계 목록